# Нешънъл Джиографик Кидс
„Нешънъл Джиографик Кидс“ (на английски: National Geographic Kids) е месечно научнопопулярно списание за деца, издавано от Националното географско дружество в гр. Вашингтон, столицата на Съединените щати.

## Издания в САЩ и по света
Започва да излиза през 1975 г. под името „Нешънъл Джиографик Уърлд“ (National Geographic World). Запазва името си до септември 2002 г., когато е преименувано на „Нешънъл Джиографик Кидс“
Списанието, освен на английски, се издава също на африканс, унгарски, арабски, сръбски, турски, нидерландски, хърватски, испански, немски, руски, румънски, словенски и български език.

## Издание в България
Списанието в България се нарича "National Geographic Kids България". Издава се от 9 май 2008 г. и се радва на голяма популярност.